# EU-Gipfel 2004 in Brüssel
Der EU-Gipfel 2004 fand vom 17. bis 18. Juni 2004 in Brüssel, Belgien, statt. Den Vorsitz hatte der irische Ministerpräsident Bertie Ahern.

## Themen und Teilnehmer
Die Staats- und Regierungschefs kamen zusammen, um abermals über eine gemeinsame europäische Verfassung zu verhandeln. Bei weit mehr als 90 Prozent des Verfassungsentwurfs waren im Vorfeld Absprachen erreicht worden, doch über einige wenige Punkte hatte man bei einem ersten Treffen im Dezember 2003 keine Verständigung erzielen können. Nach weiteren Verhandlungen wurde das Dokument schließlich als "Verfassung für Europa" angenommen. Erklärtes Ziel der Verfassung war die Aufgabenverteilung zwischen der Europäischen Union und ihren Mitgliedstaaten sowie die Rolle und die Befugnisse der europäischen Institutionen.
Zudem sollte der rund 350 Seiten lange Verfassungsvertrag die bestehenden europäischen Verträge zusammenfassen. Der erste Teil der Verfassung enthielt die wichtigsten Ziele, die Grundrechte, die Kompetenzverteilung sowie die Rechtsinstrumente und Rolle der Institutionen. Der zweite Teil umfasste die Charta der Grundrechte. Im dritten Teil wurden die EU-Politikfelder und Beschlussverfahren erläutert, welche bislang Gegenstände des Vertrags zur Gründung der Europäischen Gemeinschaft waren. Auch die Bestimmungen zur Wirtschaftsverfassung wurden genannt, beginnend mit den vier Grundfreiheiten des EU-Binnenmarkts: dem freien Verkehr von Bürgern, Waren, Kapital und Dienstleistungen wurden in diesem Teil aufgeführt. Möglichkeiten für weitere Vertragsänderungen wurden im vierten Teil aufgeführt. Die Zielsetzung von Valéry Giscard d’Estaing, dem Präsidenten des mit Vorschlägen für die Verfassung betrauten Konvents, die Verfassung einfach zu formulieren und strukturieren, wurde nicht erreicht.
Das Treffen thematisierte vor allem Unstimmigkeiten in Fragen der Mehrheitsfindung und Integrationspolitik. Der britische Premierminister Tony Blair und der polnische Ministerpräsident Marek Belka hatten im Verlauf der Verhandlungen den Konventionsentwurf in der Frage von Mehrheitsentscheidungen auf europäischer Ebene entschärft. Das schließlich vereinbarte System der "doppelten Mehrheit" versprach mehr Handlungsfähigkeit, blieb aber hinter dem Konventsvorschlag zurück. Die Europaabgeordneten Klaus Hänsch (SPD) und Elmar Brok (CDU), die das Europäische Parlament auf der Regierungskonferenz vertraten, erklärten nach den Verhandlungen, dass mehr als 90 Prozent der Reformvorschläge des Konvents in der Verfassung berücksichtigt worden seien. Sie hätten sich vor allem an den Forderungen messen lassen müssen, die Ende 2001 an den Konvent gestellt worden waren, nach denen Europa für die Bürger durchschaubarer, handlungsfähiger und demokratischer werden sollte.
Die Verhandlungen führten schließlich zur ersten europäischen Verfassung.